# 練馬区立谷原中学校
練馬区立谷原中学校（ねりまくりつ やわらちゅうがっこう）は、東京都練馬区にある公立の中学校である。2019年(令和元年)5月時点の生徒数は14学級447名。 

## 沿革
- 1977年（昭和52年）4月1日 - 八坂中・石神井中・練馬中・豊渓中の学区を割いて開設
- 1978年（昭和53年）
  - 1月10日 - 校歌（作詞・野口茂夫、作曲・勝田栄三郎）制定
  - 1月31日 - 校旗制定
  - 4月1日 - 三原台中学校設置にともない学区域変更
- 1984年（昭和59年）4月1日 - 光が丘第一中学校設置にともない学区域変更

## 通学区域
- 高松三丁目（23-24）
- 高松四丁目（23-32）
- 高松五丁目（1-5）
- 高松六丁目
- 谷原一丁目
- 谷原二丁目
- 谷原三丁目
- 谷原四丁目
- 谷原五丁目
- 谷原六丁目
- 土支田一丁目（1-6）
- 土支田二丁目（1-22）
- 土支田三丁目（1-5、35-47）

## 進学前小学校
区立中学校選択制度があり学区外から通学している生徒もいるが、学区指定による小学校は以下の通り。※印は小中一貫教育グループの構成校。
- 谷原小学校(※)
- 北原小学校(※)
- 豊溪小学校
- 高松小学校

## 学区内の主な施設
- 練馬清掃工場
- 練馬区立総合体育館
- 東京都立練馬特別支援学校

## 交通
- 西武バス（吉60ほか）谷原中学校バス停より徒歩2分